# 只要為你活一天 (1993年電影)
《只要為你活一天》是1993年的台灣電影，由陳國富導演、侯孝賢監製，由林強、葉玉卿、高捷、蘇慧倫等人演出。《只要為你活一天》是陳國富導演的第二部影片，屬於比較有實驗性質的「習作式」影片。
此影片在1993年盧卡諾影展中，入圍主競賽單元，提名金豹獎。

## 角色與演員
| 角色           | 演員   | 備註                               |
| 陳志峰（阿峰） | 林強   | 從南部北上的年輕人，               |
| 唐小姐         | 葉玉卿 | 阿峰在咖啡廳認識的女子，寶哥的情婦 |
| 寶哥           | 高捷   | 商場大亨                           |
| 平             | 蘇慧倫 | 阿峰的女友                         |
| Maggie         | 李明依 | 阿峰的朋友，和阿峰一起到台北工作   |

## 外部連結
- 蘇慧倫獻出戲劇處女作！充滿文藝氣息的《只要為你活一天》 （页面存档备份，存于）
- 開眼電影網上《只要為你活一天》的資料（繁體中文）
- 互联网电影数据库（IMDb）上《只要為你活一天》的资料（英文）
- 香港影庫上《只要為你活一天》的資料（繁體中文）
- 时光网上《只要為你活一天》的資料（简体中文）
- 豆瓣电影上《只要為你活一天》的資料 （简体中文）
- AllMovie上《只要為你活一天》的资料（英文）
- 台灣電影網 只要為你活一天（页面存档备份，存于）